# Panzer AG
Panzer AG est un musicien de musique industrielle.

## Historique
Andy LaPlegua est connu dans le monde électro comme un membre de Icon of Coil. LaPlegua a participé à plusieurs projets dont un groupe de Hip-Hop de Detroit : LAW, un groupe d'indus : Devils Into Crime (DIC) , un groupe de punk : My Right Choice(MRC)/Fleshfire et un groupe de métal : Lash Out. Il s'intéresse à la trans et la musique de club, signant d'une croix sur scène avec son rôle dans Plastic Life et Sector9. LaPlegua commence son propre projet, Icon of Coil avec Sebastian Komor.
En 2003 LaPlegua forme Combichrist, un projet différent de Icon of Coil avec un son electro-industriel. Leurs premier album est The Joy of Gunz.
Il crée Panzer AG. This Is My Battlefield, le premier album, présente 15 titres. En incorporant un mélange d'industriels et des éléments de trans, This Is My Battlefield fournit un mélange de genres et de langues, l'allemand et l'anglais. L'album explore le thème de corruption dans le gouvernement et la société.
Andy commence à travailler son album suivant en 2005, « Your World Is Burning ».

## Discographie
- This Is My Battlefield , Metropolis Records (2004)
- Your World is Burning, Metropolis Records (2006)